# Jasper Township (comté de Jasper, Missouri)
Jasper Township est un ancien township, situé à l'ouest, du comté de Jasper, dans le Missouri, aux États-Unis,.
Le township est baptisé en référence au comté de Jasper, où il est situé.

### Source de la traduction
- (en) Cet article est partiellement ou en totalité issu de l’article de Wikipédia en anglais intitulé « Jasper Township, Jasper County, Missouri » (voir la liste des auteurs).